# Annelies Törös
Annelies Törös, belgijsko–madžarski fotomodel in igralka, * 6. marec 1995, Antwerpen, Belgija, Leta 2014 je postala Miss Antwerpen 2015, nato pa še Miss Belgije 2015. Na tekmovanju Miss Universe 2015 je bila uvrščena v zgornjo petnajsterico.